# Jürgen Schröter
Jürgen Schröter (ur. 24 kwietnia 1943) – niemiecki lekkoatleta, sprinter. W czasie swojej kariery startował w barwach Republiki Federalnej Niemiec.
Zdobył złoty medal w sztafecie szwedzkiej 4+3+2+1 okrążenie (w składzie: Leonhard Händl, Werner Krönke, Rolf Krüsmann i Schröter) na europejskich igrzyskach halowych w 1966 w Dortmundzie. Na tych samych igrzyskach zajął 4. miejsce w biegu na 60 metrów.
Był brązowym medalistą mistrzostw RFN w biegu na 50 metrów w 1966.
Startował w klubie SC Charlottenburg.